# Туискерес
 Туискерес — деревня в Усть-Вымском районе Республики Коми в составе сельского поселения  Кожмудор. 

## География
Расположена на левом берегу Вычегды на расстоянии примерно 13 км по прямой от районного центра села Айкино на восток-юго-восток.  

## История
Деревня известна с 1784 года
.

## Население
Постоянное население  составляло 304 человека (коми 90%) в 2002 году, 208 в 2010 .